# The Redemption
The Redemption è il secondo album di studio della cantante statunitense Brooke Hogan che, a differenza del precedente album Undiscovered, si è rivelato un fallimento per quanto riguarda le vendite.

## Descrizione
Ha fatto il suo debutto nella Billboard 200 al numero 144, vendendo 3.381 copie nella sua prima settimana di pubblicazione. Nella sua seconda settimana, l'album vendette circa 1.700 copie, uscendo dalla classifica americana. Le vendite per la terza e per la quarta settimana furono rispettivamente di circa 1.000 e 1.500 copie. L'album ha fino ad oggi venduto 11.000 copie.
Le canzoni "You'll Never Be Like Him" e "All I Want Is You" erano incluse nel suo album di debutto mai pubblicato This Voice e sono state inserite nel suo nuovo album. I singoli estratti dall'album non hanno avuto successo e non hanno pertanto incrementato le sue vendite.

## Tracce
1. Intro – 1:01
2. Strip – 3:16
3. Hey Yo! (feat. Colby O' Donis) – 3:38
4. Trust Me (feat. Urban Mystic) – 3:45
5. Falling (feat. Stack$) – 3:04
6. All I Want Is You – 3:26
7. Dear Mom… – 4:35
8. Handcuffed – 3:37
9. Ruff Me Up (feat. Flo Rida) – 3:13
10. BeDDable – 3:57
11. You'll Never Be Like Him – 3:09
12. One That Got Away (feat. Stack$) – 3:33
13. Redemption – 3:54
14. Finish Line – 3:33

## Classifiche
| Classifica (2009)  | Posizione massima |
| ------------------ | ----------------- |
| U.S. Billboard 200 | 144               |